# Lansing
För andra betydelser, se Lansing (olika betydelser).
Lansing är huvudstad i delstaten Michigan, USA, med 120 000 invånare och delstatens femte största stad. Lansing ligger i den södra delen av Michigan, vid Grand Rivers mynning.
År 1847 flyttades Michigans huvudstad från Detroit till Lansing, som då kallades Michigan. Lansing blev stad 1857.
Ransom Eli Olds och Frank G. Clark grundade en bilfabrik och tillverkande den första Oldsmobilen.

## Kända personer födda i Lansing
- Tony Earl, politiker
- Magic Johnson, basketspelare
- Matthew Lillard, skådespelare
- Corey Potter, ishockeyspelare
- Burt Reynolds, skådespelare
- Steven Seagal, skådespelare
- Jordyn Wieber, gymnast